# Geōrgios Tzovaras
Geōrgios Tzovaras (in greco Γεώργιος Τζοβάρας?; Volo, 3 novembre 1999) è un calciatore greco, attaccante dell'Atromītos.

## Carriera

### Club
Cresciuto nel settore giovanile del PAOK, nel 2019 viene acquistato dallo Slovan Bratislava. Nel club slovacco viene impiegato principalmente con la squadra riserve, riuscendo comunque a giocare un incontro con la prima squadra nella coppa nazionale. L'anno successivo torna in patria nelle file dell'Apollōn Larissa, militante in seconda divisione, per poi essere ceduto al Nikī Volo, in terza divisione, nell'aprile 2021. Nel gennaio 2022 si trasferisce all'Atromītos in massima divisione.

### Nazionale
Ha rappresentato le nazionali giovanili greche.

## Statistiche

### Presenze e reti nei club
Statistiche aggiornate al 19 marzo 2023.
| Stagione         | Squadra              | Campionato       | Campionato | Campionato | Coppe nazionali | Coppe nazionali | Coppe nazionali | Coppe continentali | Coppe continentali | Coppe continentali | Altre coppe | Altre coppe | Altre coppe | Totale | Totale |
| Stagione         | Squadra              | Comp             | Pres       | Reti       | Comp            | Pres            | Reti            | Comp               | Pres               | Reti               | Comp        | Pres        | Reti        | Pres   | Reti   |
| ---------------- | -------------------- | ---------------- | ---------- | ---------- | --------------- | --------------- | --------------- | ------------------ | ------------------ | ------------------ | ----------- | ----------- | ----------- | ------ | ------ |
| 2019-2020        | Slovan Bratislava II | 1L               | 6          | 2          |                 | -               | -               |                    | -                  | -                  |             | -           | -           | 6      | 2      |
| 2019-2020        | Slovan Bratislava    | SL               | -          | -          | CS              | 1               | 0               | UCL+UEL            | -                  | -                  |             | -           | -           | 1      | 0      |
| 2020-apr. 2021   | Apollōn Larissa      | SL2              | 8          | 0          |                 | -               | -               |                    | -                  | -                  |             | -           | -           | 8      | 0      |
| apr.-giu. 2021   | Nikī Volo            | FL               | 13         | 2          |                 | -               | -               |                    | -                  | -                  |             | -           | -           | 13     | 2      |
| 2021-gen. 2022   | Nikī Volo            | SL2              | 8          | 1          | CG              | 5               | 0               |                    | -                  | -                  |             | -           | -           | 13     | 1      |
| Totale Nikī Volo | Totale Nikī Volo     | Totale Nikī Volo | 21         | 3          |                 | 5               | 0               |                    | -                  | -                  |             | -           | -           | 26     | 3      |
| gen.-giu. 2022   | Atromītos            | SL               | 5+1        | 0          | CG              | -               | -               |                    | -                  | -                  |             | -           | -           | 6      | 0      |
| 2022-2023        | Atromītos            | SL               | 19+1       | 3+0        | CG              | 3               | 1               |                    | -                  | -                  |             | -           | -           | 23     | 4      |
| Totale Atromītos | Totale Atromītos     | Totale Atromītos | 24+2       | 3+0        |                 | 3               | 1               |                    | -                  | -                  |             | -           | -           | 29     | 4      |
| Totale carriera  | Totale carriera      | Totale carriera  | 61         | 8          |                 | 9               | 1               |                    | -                  | -                  |             | -           | -           | 70     | 9      |

## Palmarès

### Club

#### Competizioni nazionali
- Coppa di Slovacchia: 1

Slovan Bratislava: 2019-2020